# Şah İsmail Xətai (Metro Baku)

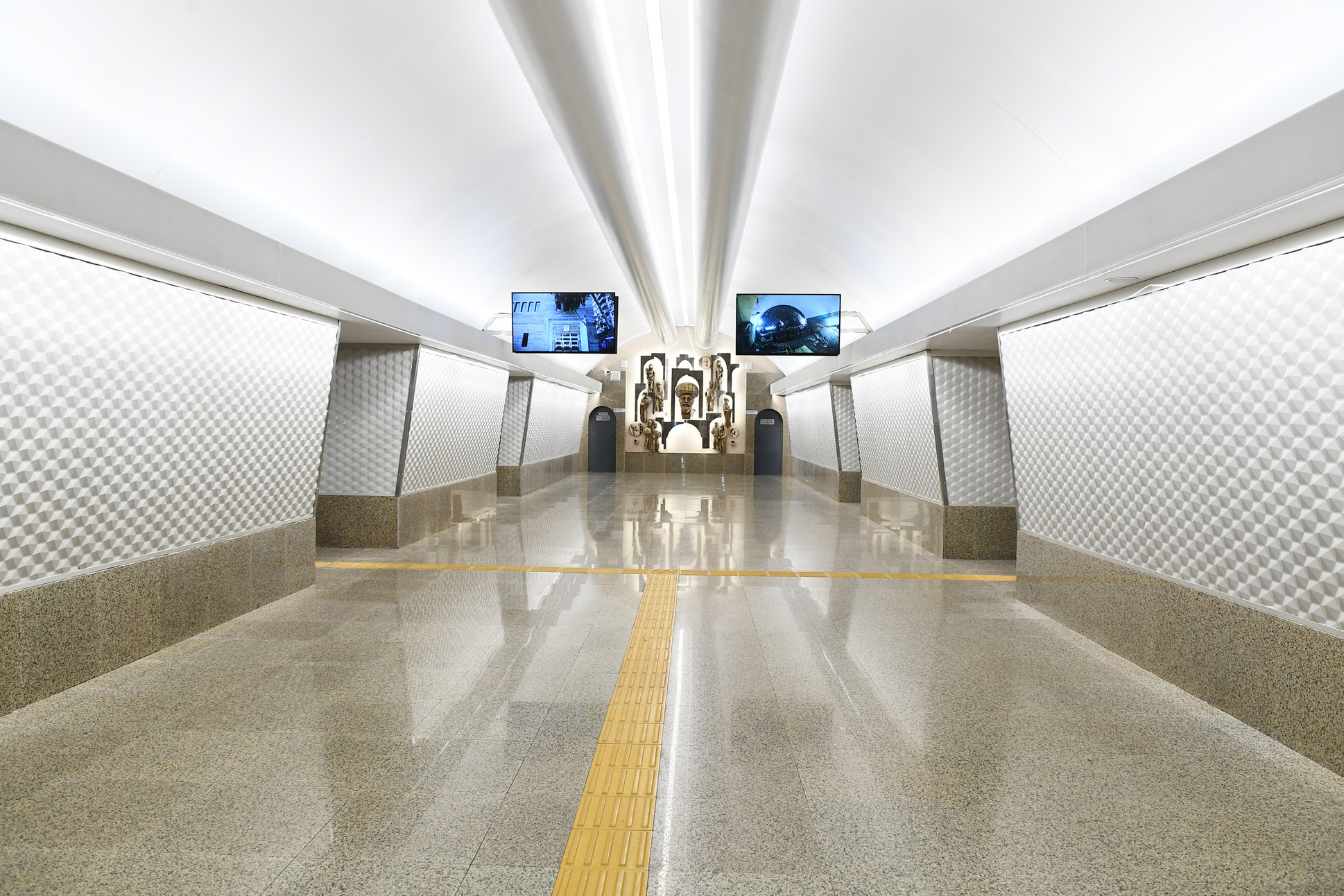
U-Bahn-Station Şah İsmail Xətai

Şah İsmail Xətai ist eine Station der Metro Baku in Baku.
Die Station wurde am 22. Februar 1968 zusammen mit dem Streckenabschnitt 28 May – Şah İsmail Xətai eröffnet. Seit der Eröffnung der Station Cəfər Cabbarlı am 27. Dezember 1993 führt die hellgrün beschilderte Verbindung als Erweiterung der Grünen Linie (Linie 2) von der Endstation Şah İsmail Xətai zur Station Cəfər Cabbarlı, wo in der angeschlossenen Station 28 May auf die Grüne Linie umgestiegen werden kann. Die Station hieß ursprünglich Shaumyan und wurde bei der Neueröffnung 1993 nach Schah Ismail I. benannt.
Im Jahr 2013 wurde mit dem Bau einer Tunnelverbindung zwischen den Stationen Həzi Aslanov und Şah İsmail Xətai begonnen, um die Linie 2 zukünftig unabhängig von der Strecke der Roten Linie (Linie 1) betreiben zu können.